# 森の畑 信州ブルーベリー観光農園
森の畑 信州ブルーベリー観光農園（もりのはたけ しんしゅうブルーベリーかんこうのうえん）は、長野県須坂市福島町311にある観光農園。

## 概要
2011年（平成23年）開業。面積1.2ヘクタールの農園に約2,500株のブルーベリー成木を生育している。品種は北部ハイブッシュ系のブルーベリーで、果実の大きさは平均1.5センチメートル、大きいものでは2.5センチメートルにも達する。当園ではこれを「森のサファイア」と呼称。加工製品のブルーベリージャムはモンドセレクション金賞を受賞している。
運営は農業法人たる株式会社未来農業計画（長野市緑町、2007年2月14日設立）。生産から加工・販売までをすべて一貫して自社で行う（6次産業）。観光農園としての須坂農園のほか、長野市大字三才1650にも栽培のみの「山の農園」（面積2ヘクタール、ブルーベリー成木約2,500株）を所有。2018年（平成30年）には農林水産省および全国担い手育成総合支援協議会主宰の全国優良経営体表彰・販売革新部門において農林水産省経営局長賞を受賞している。
ロゴタイプの「CB」すなわち「Champs de Bois」（シャン・ドゥ・ボア）は、フランス語で「森 の畑」を意味する。

## 沿革
公式サイト による。
- 2011年7月 - ブルーベリー摘み取り園を開園
- 2013年4月 - モンドセレクションを初受賞
- 2014年7月 - 直売所オープン
- 2018年11月 -  全国優良経営体表彰・販売革新部門において農林水産省経営局長賞受賞

## 施設
公式サイト による。
- 直営ショップ（いわゆる農産物直売所）
- 摘み取り園

## 交通アクセス
公共交通機関
JR長野駅または長野電鉄須坂駅から路線バスに乗車し、「牛池入口」にて下車。
自家用自動車
上信越自動車道・須坂長野東インターチェンジ下車、長野方面すぐ。駐車場30台。